# Pliny Earle Goddard
Pliny Earle Goddard (geb. 24. November 1869 in Maine; gest. 11. Juli 1928) war ein US-amerikanischer Linguist und Ethnologe. Goddard war Kurator für Ethnologie am American Museum of Natural History in New York. Verschiedene seiner Werke erschienen in dessen Handbook Series. Er hat sich besonders um Erforschung und Dokumentationen zu Sprachen und Kulturen der Athabasken verdient gemacht. Für das von Franz Boas herausgegebene Handbook of American Indian Languages verfasste er den Beitrag Athapascan (Hupa).
1919 wurde Goddard in die American Academy of Arts and Sciences gewählt.

## Publikationen
- Athapascan (Hupa), p. 92, in: Boas, Franz: Handbook of American Indian Languages: Part 1 and 2: Smithsonian Institution Bureau of American Ethnology Bulletin 10. Washington Govt Ptg Office 1911 & 1922. G. Sketches by Roland B. Dixon, P. E. Goddard, William Jones, Truman Michaelson, John R. Swanton, William Thalbitzer, Edward Sapir, Leo J. Frachtenberg, and Waldemar Bogoras.
- The morphology of the Hupa language. 1905
- Elements of the Kato language. 1912
- Indians of the Southwest (New York, 1913).
- Magic Formulas of the Hupa Indians
- Sarsi texts. Berkeley, Calif.: Univ. of California Press, 1915
- Indians of the Northwest Coast – Handbook Series No. 10. American Museum of Natural History, New York, 1924
- Indians of the Southwest. (3. ed.). New York American Museum of Natural History, 1927 (= American Museum of Natural History. Handbook series, No. 2). The ancient peoples. The pueblo dwellers. The village dwellers. The camp dwellers. Bibliography and index.